# Паньковщина

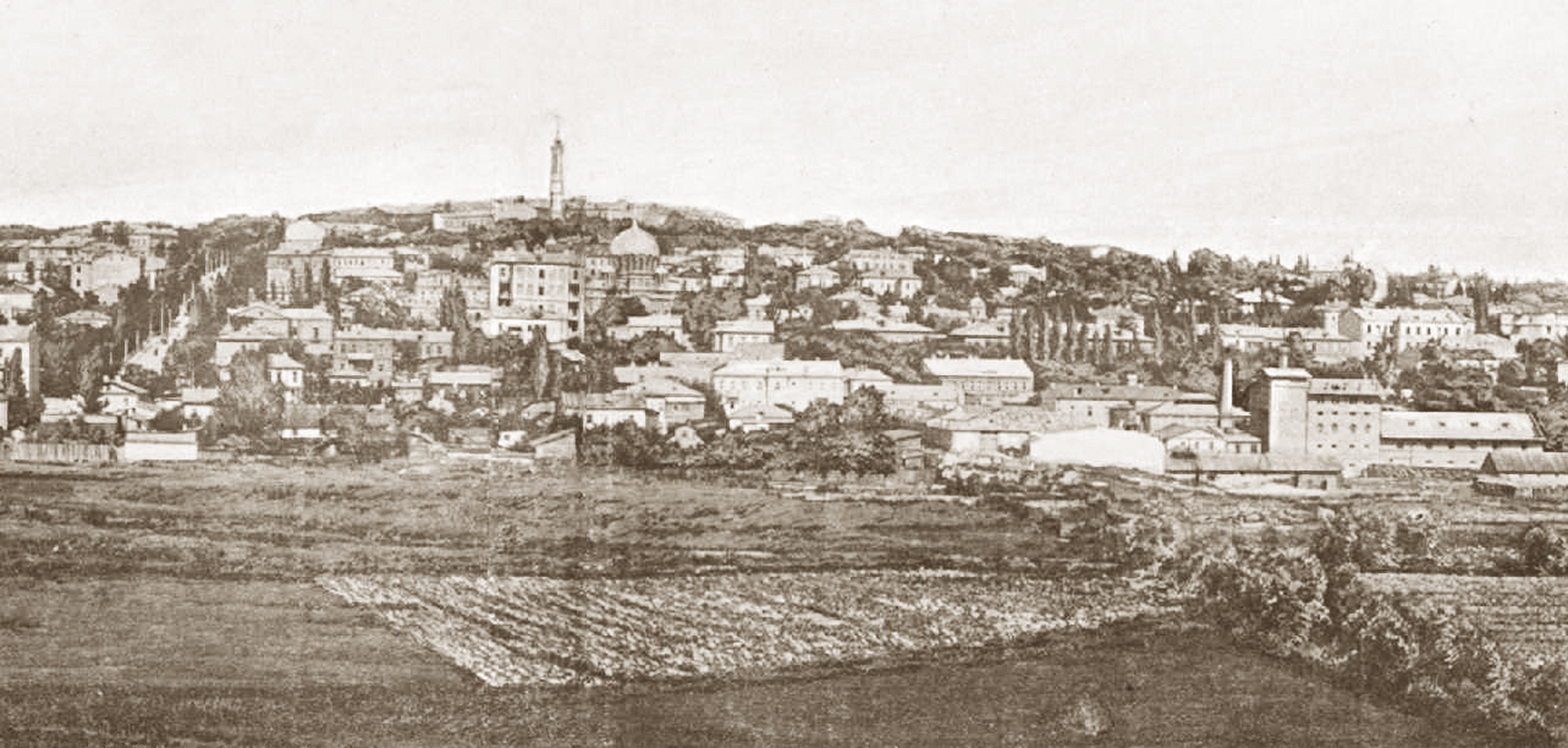
Паньковщина, фото 1898–1899 гг.

Паньковщина (укр. Паньківщина) — историческая местность в долине реки Лыбеди, позже — часть Нового Строения. Ныне относится к Голосеевскому району города Киева.
Границы района старой Паньковщины проходят примерно между улицами Льва Толстого и Тарасовской, по склону от Ботанического сада имени академика А. Фомина до реки Лыбедь.  
Название местности происходит от фамилии наместников киевских митрополитов Паньковичей (Панькевичей), управлявших этими землями в 1516—1577 годах. До 1786 года Паньковщина принадлежала Софийскому монастырю. Современные планировка и названия улиц существуют с 1836 года, когда после основания Киевского университета Св. Владимира, были проложены улицы Тарасовская, Паньковская и Никольская.